# 寺島誠一郎

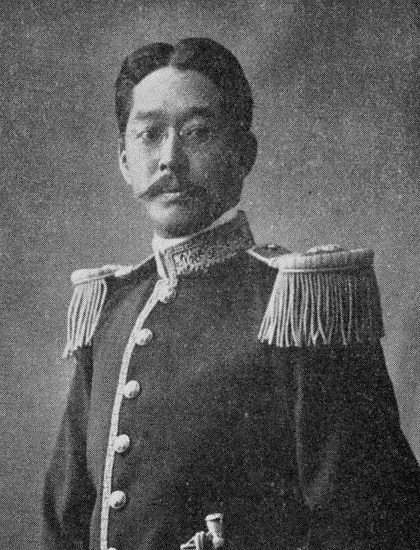
寺島誠一郎

寺島 誠一郎（てらしま せいいちろう、1870年10月3日（明治3年9月9日）- 1929年（昭和4年）5月18日）は、日本の政治家、華族。貴族院伯爵議員。

## 経歴
薩摩国（現鹿児島県）出身。寺島宗則の長男として生まれる。学習院を修了後、1887年（明治20年）アメリカ合衆国へ留学。父・宗則の死去に伴い、1893年（明治26年）6月26日、家督を相続し伯爵を襲爵。1895年（明治28年）ペンシルベニア大学政治経済科を卒業。その後フランスへ留学し、1899年（明治32年）パリ法科大学、1902年（明治35年）パリ政治学院外交科をそれぞれ卒業した。
1904年（明治37年）以降、外務省嘱託、外務大臣秘書官、臨時博覧会評議員、軍需評議会評議員、鉄道会議議員、商工審議会委員などを歴任。その他、台湾拓殖製茶取締役会長、薩摩製糸取締役、三井信託監査役、華族会館幹事などを務めた。
資産家でかつ美食家としても知られた。
1906年（明治39年）8月25日、貴族院伯爵議員補欠選挙で当選し、研究会に所属し死去するまで在任した。

## 栄典
位階
- 1902年（明治35年）12月20日 - 正四位[9]
- 1927年（昭和2年）1月15日 - 従二位[10]

勲章等
- 1906年（明治39年）4月1日 - 明治三十七八年従軍記章[11]
- 1929年（昭和4年）5月18日 - 帝都復興記念章[12]

外国勲章佩用允許
- 1916年（大正5年）11月28日 - ロシア帝国：神聖スタニスラス星章付第二等勲章[13]

## 親族
- 妻 寺島きやう（三井財閥三井高辰の二女）[1]
- 長女・恭子は安田財閥を築いた安田善次郎の孫（娘の次男）安田岩次郎の妻。女子学習院卒[14]。
- 姉・多惠子は宮中顧問官長崎省吾の妻[15]。
- 弟・豐次郞の妻は子爵九鬼隆義の娘[15]。